# Бендзіно
Бендзіно (пол. Będzino, нім. Alt Banzin) — село в Польщі, у гміні Бендзіно Кошалінського повіту Західнопоморського воєводства.
Населення — 540 осіб (2011).

## Демографія
Демографічна структура станом на 31 березня 2011 року:
|          | Загалом | Допрацездатний вік | Працездатний вік | Постпрацездатний вік |
| -------- | ------- | ------------------ | ---------------- | -------------------- |
| Чоловіки | 264     | 60                 | 187              | 17                   |
| Жінки    | 276     | 58                 | 178              | 40                   |
| Разом    | 540     | 118                | 365              | 57                   |